# Charles Glover Barkla
Charles Glover Barkla (27 tháng 6 1877 - 23 tháng 10 1944) là một nhà vật lý người Anh.
Ông sinh ta tại Widnes và học tại viện Liverpool và Đại học Liverpool. Năm 1913, sau khi làm việc tại vài trường đại học như Cambridge, Liverpool và Cao đẳng King London, Barkla được bổ nhiệm chức giáo sư vật lý tự nhiên tại Đại học Edinburgh, ông nắm giữ chức vụ này cho tới khi qua đời. Barkla kết hôn với Mary Esther Cowell năm 1917.
Nhờ công trình khám phá ra bức xạ tia X đặc trưng, Barkla được trao giải Nobel vật lý năm 1917. Cũng trong năm đó, ông được trao huân chương Hughes của Viện hoàng gia.